# Dysdera rubus
Dysdera rubus là một loài nhện trong họ Dysderidae.
Loài này thuộc chi Dysdera. Dysdera rubus được Christa Deeleman-Reinhold miêu tả năm 1988.